# Automobil-Weltmeisterschaft 1959
Die Automobil-Weltmeisterschaft 1959 war die 10. Saison der Automobil-Weltmeisterschaft, die heutzutage als Formel-1-Weltmeisterschaft bezeichnet wird. In ihrem Rahmen wurden über neun Rennen in der Zeit vom 10. Mai 1959 bis zum 12. Dezember 1959 die Fahrerweltmeisterschaft und der Internationale Pokal der Formel-1-Konstrukteure ausgetragen.
Der FIA-Ehrentitel Großer Preis von Europa wurde 1959 an den Großen Preis von Frankreich vergeben.
Jack Brabham gewann zum ersten Mal die Fahrerweltmeisterschaft. Cooper wurde zum ersten Mal Konstrukteursweltmeister.
Der Weltmeister von 1958, Mike Hawthorn, war zurückgetreten und im Winter bei einem Verkehrsunfall tödlich verunglückt. Das Team Vanwall, Konstrukteursweltmeister 1958, startete nicht mehr als Werksteam.
Das Ferrari-Team mit den Piloten Tony Brooks, Phil Hill, Dan Gurney und anderen setzte weiterhin auf das Konzept des Frontmotors, der nur bei Hochgeschwindigkeitsstrecken seine Klasse zeigen konnte. Auf anderen Kursen war der Ferrari dagegen den neuen Mittelmotorwagen unterlegen. Zu den Favoriten zählte auch Stirling Moss im privaten Cooper von Rob Walker, das Cooper-Werksteam mit Jack Brabham, Bruce McLaren und anderen galt nicht als Favorit.

## Rennberichte

### Großer Preis von Monaco
| Platz | Fahrer              | Team          | Zeit       |
| ----- | ------------------- | ------------- | ---------- |
| 1     | Jack Brabham        | Cooper-Climax | 2:55:51,3  |
| 2     | Tony Brooks         | Ferrari       | + 20,4     |
| 3     | Maurice Trintignant | Cooper-Climax | + 2 Runden |
| 4     | Phil Hill           | Ferrari       | + 3 Runden |
| 5     | Bruce McLaren       | Cooper-Climax | + 4 Runden |

Der Große Preis von Monaco auf dem Circuit de Monaco fand am 10. Mai 1959 statt und ging über eine Distanz von 100 Runden à 3,145 km, was einer Gesamtdistanz von 314,100 km entspricht.
Zum Saisonauftakt in Monaco qualifizierten sich 16 Fahrer. Die Pole-Position holte Stirling Moss im privaten Cooper, zunächst führte allerdings Jean Behra, bis in der 21. Runde sein Motor streikte. Dann dominierte Moss das Rennen, schied jedoch 20 Runden vor Schluss wegen Problemen mit der Kraftübertragung aus. So war der Weg frei für Jack Brabham, der auf Cooper-Climax seinen ersten Sieg in einem WM-Lauf feierte.

### Indianapolis 500
| Platz | Fahrer            | Team                 | Zeit       |
| ----- | ----------------- | -------------------- | ---------- |
| 1     | Rodger Ward       | Watson-Offenhauser   | 3:40:49,20 |
| 2     | Jim Rathmann      | Watson-Offenhauser   | + 23,28    |
| 3     | Johnny Thomson    | Lesovsky-Offenhauser | + 50,64    |
| 4     | Tony Bettenhausen | Epperly-Offenhauser  | + 1:47,09  |
| 5     | Paul Goldsmith    | Epperly-Offenhauser  | + 2:06,44  |

Das Indianapolis 500 auf dem Indianapolis Motor Speedway fand am 30. Mai 1959 statt und ging über eine Distanz von 200 Runden à 4,025 km, was einer Gesamtdistanz von 805,000 km entspricht.
Im Training gab es mit Jerry Unser und Bob Cortner zwei tödliche Unfälle. Das Rennen selbst gilt als eines der besten Indianapolis 500, da sich vier Fahrer lange Zeit um den Sieg duellierten. Am Ende lag Rodger Ward im neuen Watson vorn. Europäer waren nicht am Start, und wie wenig die Veranstalter aufeinander Rücksicht nahmen, zeigt sich daran, dass bereits am nächsten Tag der GP der Niederlande stattfand.

### Großer Preis der Niederlande
| Platz | Fahrer         | Team          | Zeit      |
| ----- | -------------- | ------------- | --------- |
| 1     | Joakim Bonnier | B.R.M.        | 2:05:26,8 |
| 2     | Jack Brabham   | Cooper-Climax | + 14,2    |
| 3     | Masten Gregory | Cooper-Climax | + 1:23,8  |
| 4     | Innes Ireland  | Lotus         | + 1 Runde |
| 5     | Jean Behra     | Ferrari       | + 1 Runde |

Der Große Preis der Niederlande auf dem Circuit Park Zandvoort fand am 31. Mai 1959 statt und ging über eine Distanz von 75 Runden à 4,193 km, was einer Gesamtdistanz von 314,475 km entspricht.
Joakim Bonnier feierte mit B.R.M. seinen einzigen Sieg bei einem Formel-1-WM-Rennen. Ein vielversprechendes Debüt gab der Schotte Innes Ireland, der mit einem Lotus direkt auf den 4. Platz vorfuhr. Zum Fiasko geriet dagegen das Debüt von Aston Martin, dessen Frontmotorkonzept technisch veraltet war.

### Großer Preis von Frankreich
| Platz | Fahrer            | Team          | Zeit      |
| ----- | ----------------- | ------------- | --------- |
| 1     | Tony Brooks       | Ferrari       | 2:01:26,5 |
| 2     | Phil Hill         | Ferrari       | + 27,5    |
| 3     | Jack Brabham      | Cooper-Climax | + 1:37,7  |
| 4     | Olivier Gendebien | Ferrari       | + 1:47,5  |
| 5     | Bruce McLaren     | Cooper-Climax | + 1:47,7  |

Der Große Preis von Frankreich auf dem Circuit de Reims-Gueux fand am 5. Juli 1959 statt und ging über eine Distanz von 50 Runden à 8,348 km, was einer Gesamtdistanz von 417,400 km entspricht. Der Grand Prix trug auch den FIA-Ehrentitel Großer Preis von Europa.
Auf dem Hochgeschwindigkeitskurs in Reims dominierten bei großer Hitze die Ferraris; Tony Brooks und Phil Hill erzielten einen ungefährdeten Doppelsieg. Sein F1-Debüt gab Dan Gurney auf Ferrari, der aber wegen Schadens am Kühler schon in der 20. Runde aufgeben musste. Auch Jean Behras Ferrari fiel aus; der verärgerte Behra wurde gegenüber dem Teammanager handgreiflich und wurde entlassen. WM-Stand: Brabham 19 Punkte, Brooks 14 Punkte, P. Hill 9 Punkte

### Großer Preis von Großbritannien
| Platz | Fahrer              | Team          | Zeit      |
| ----- | ------------------- | ------------- | --------- |
| 1     | Jack Brabham        | Cooper-Climax | 2:30:11,6 |
| 2     | Stirling Moss       | B.R.M.        | + 22,2    |
| 3     | Bruce McLaren       | Cooper-Climax | + 22,4    |
| 4     | Harry Schell        | B.R.M.        | + 1 Runde |
| 5     | Maurice Trintignant | Cooper-Climax | + 1 Runde |

Der Große Preis von Großbritannien auf dem Aintree Circuit fand am 18. Juli 1959 statt und ging über eine Distanz von 75 Runden à 4,828 km, was einer Gesamtdistanz von 362,100 km entspricht.
Wegen eines Streikes in Italien konnte Ferrari mit seinen Fahrern Phil Hill und Dan Gurney nicht an diesem Grand Prix teilnehmen. Ferrari-Fahrer Tony Brooks stieg auf einen Vanwall um, schied aber schon nach 14 Runden mit Motorproblemen aus. Durch seinen Sieg vergrößerte Jack Brabham seinen Vorsprung. WM-Stand: Brabham 27 Punkte, Brooks 14 Punkte, P. Hill 9 Punkte

### Großer Preis von Deutschland
| Platz | Fahrer              | Team          | Zeit      |
| ----- | ------------------- | ------------- | --------- |
| 1     | Tony Brooks         | Ferrari       | 2:09:31,6 |
| 2     | Dan Gurney          | Ferrari       | + 1,9     |
| 3     | Phil Hill           | Ferrari       | + 1:04,8  |
| 4     | Maurice Trintignant | Cooper-Climax | + 1 Runde |
| 5     | Joakim Bonnier      | B.R.M.        | + 2 Runde |

Der Große Preis von Deutschland auf der AVUS fand am 2. August 1959 statt und ging über eine Distanz von 60 Runden à 8,300 km, was einer Gesamtdistanz von 498,000 km entspricht.
Zum ersten Mal seit den 1920er-Jahren wurde der Deutschland-GP auf der AVUS in Berlin ausgetragen. Um Reifenpannen auf der engen Strecke zu vermeiden, wurde das Rennen erstmals in der Formel 1 in zwei Läufen zu je 30 Runden ausgetragen. Jack Brabham schied mit seinem Cooper bereits im ersten Lauf wegen Kupplungsschaden aus. Bei der Addition beider Läufe zeigte sich die Dominanz der Ferrari-Fahrer. Alle drei Piloten erzielten Podestplatzierungen. Dieses Rennen hatte aber auch eine tragische Seite: Am Vortag verunglückte Jean Behra in einem Rahmenrennen mit einem Porsche tödlich. Daraufhin zog Porsche die Teilnahme für Wolfgang von Trips zurück. WM-Stand: Brabham 27 Punkte, Brooks 23 Punkte, P. Hill 13 Punkte

### Großer Preis von Portugal
| Platz | Fahrer              | Team          | Zeit       |
| ----- | ------------------- | ------------- | ---------- |
| 1     | Stirling Moss       | Cooper-Climax | 2:11:55,41 |
| 2     | Masten Gregory      | Cooper-Climax | + 1 Runde  |
| 3     | Dan Gurney          | Ferrari       | + 1 Runde  |
| 4     | Maurice Trintignant | Cooper-Climax | + 2 Runden |
| 5     | Harry Schell        | B.R.M.        | + 3 Runden |

Der Große Preis von Portugal auf dem Circuito de Monsanto fand am 23. August 1959 statt und ging über eine Distanz von 62 Runden à 5,440 km, was einer Gesamtdistanz von 337,280 km entspricht.
Stirling Moss war „eine Klasse für sich“. Er dominierte das Training, war mehr als 2 Sekunden schneller als der Zweite und überrundete im Rennen das gesamte Feld. WM-Stand: Brabham 27 Punkte, Brooks 23 Punkte, Moss 17,5 Punkte

### Großer Preis von Italien
| Platz | Fahrer        | Team          | Zeit      |
| ----- | ------------- | ------------- | --------- |
| 1     | Stirling Moss | Cooper-Climax | 2:04:05,4 |
| 2     | Phil Hill     | Ferrari       | + 46,7    |
| 3     | Jack Brabham  | Cooper-Climax | + 1:12,5  |
| 4     | Dan Gurney    | Ferrari       | + 1:19,6  |
| 5     | Cliff Allison | Ferrari       | + 1 Runde |

Der Große Preis von Italien fand am 13. September 1959 auf dem Autodromo Nazionale Monza statt und ging über eine Distanz von 72 Runden à 5,750 km, was einer Gesamtdistanz von 414,000 km entspricht.
Das Duell Cooper gegen Ferrari ging in Italien weiter. Stirling Moss holte die Pole und konnte auch im Rennen die italienischen Rennwagen hinter sich lassen. Nach dem GP von Italien sah der WM-Stand so aus: Brabham 31 Punkte, Moss 25,5 Punkte, Brooks 23 Punkte. Vor dem Saisonfinale in den USA kamen nur noch diese Piloten für den WM-Titel in Frage. Moss oder Brooks mussten unbedingt gewinnen; falls einer der beiden gewinnen sollte, musste Brabham unbedingt Zweiter werden.

### Großer Preis der USA
| Platz | Fahrer              | Team          | Zeit       |
| ----- | ------------------- | ------------- | ---------- |
| 1     | Bruce McLaren       | Cooper-Climax | 2:12:35,7  |
| 2     | Maurice Trintignant | Cooper-Climax | + 0,6      |
| 3     | Tony Brooks         | Ferrari       | + 3:00,9   |
| 4     | Jack Brabham        | Cooper-Climax | + 4:57,3   |
| 5     | Innes Ireland       | Lotus         | + 3 Runden |

Der Große Preis der USA auf dem Sebring International Raceway fand am 12. Dezember 1959 statt und ging über eine Distanz von 42 Runden à 8,360 km, was einer Gesamtdistanz von 351,120 km entspricht.
Zum ersten Mal wurde neben Indianapolis ein weiterer Grand Prix der USA ausgetragen. Nachdem Stirling Moss, der von der Pole gestartet war, schon in der 6. Runde wegen Getriebeschadens hatte aufgeben müssen, kamen nur noch Brabham und Brooks für den WM-Titel in Frage. Allerdings hatte auch Brooks während des Rennens erhebliche Schwierigkeiten, den Anschluss an die beiden Cooper-Fahrer McLaren und Trintignant zu halten, sodass Brabham nur auf Sicherheit fuhr und sich stets hinter Brooks hielt. Am Ende wurde es nochmals spannend, als Brabham in der letzten Runde das Benzin ausging. Er schob seinen Wagen 800 Meter ins Ziel. Brooks erreichte nur den 3. Platz, und Brabham wurde als Vierter neuer F1-Weltmeister. Bruce McLaren schaffte dagegen seinen ersten GP-Sieg und war damals mit 22 Jahren und 3 Monaten der jüngste Sieger eines WM-Laufes.

## Weltmeisterschaftswertungen

### Fahrerwertung
Die ersten fünf jedes Rennens bekamen 8, 6, 4, 3 bzw. 2 Punkte, einen weiteren Punkt gab es für die schnellste Rennrunde. Die besten fünf Resultate wurden gewertet.
| Pos. | Fahrer              | Konstrukteur      | Punkte  |
| ---- | ------------------- | ----------------- | ------- |
| 1    | Jack Brabham        | Cooper            | 31 (34) |
| 2    | Tony Brooks         | Ferrari / Vanwall | 27      |
| 3    | Stirling Moss       | Cooper / B.R.M.   | 25,5    |
| 4    | Phil Hill           | Ferrari           | 20      |
| 5    | Maurice Trintignant | Cooper            | 19      |
| 6    | Bruce McLaren       | Cooper            | 16,5    |
| 7    | Dan Gurney          | Ferrari           | 13      |
| 8    | Joakim Bonnier      | B.R.M.            | 10      |
| 9    | Masten Gregory      | Cooper            | 10      |
| 10   | Rodger Ward         | Watson            | 8       |

| Pos. | Fahrer            | Konstrukteur | Punkte |
| ---- | ----------------- | ------------ | ------ |
| 11   | Jim Rathmann      | Watson       | 6      |
| 12   | Johnny Thomson    | Lesovsky     | 5      |
| 13   | Harry Schell      | B.R.M.       | 5      |
| 14   | Innes Ireland     | Lotus        | 5      |
| 15   | Olivier Gendebien | Ferrari      | 3      |
| 16   | Tony Bettenhausen | Epperly      | 3      |
| 17   | Cliff Allison     | Ferrari      | 2      |
| 18   | Jean Behra        | Ferrari      | 2      |
| 19   | Paul Goldsmith    | Epperly      | 2      |

### Konstrukteurswertung
Die besten fünf Resultate wurden gewertet. Punkte gab es jeweils nur für den bestklassierten Fahrer jedes Teams.
| 1 | Cooper-Climax | 40 (53) |
| 2 | Ferrari       | 32 (40) |
| 3 | B.R.M.        | 19      |
| 4 | Lotus-Climax  | 5       |